# Mattie
Mattie (Màtie in piemontese, Matiës in francoprovenzale) è un comune italiano di 678 abitanti della città metropolitana di Torino in Piemonte; si trova in Val di Susa.

## Storia

### Simboli
Lo stemma e il gonfalone sono stati concessi con decreto del presidente della Repubblica del 19 ottobre 1976.
Il gonfalone è un drappo partito di giallo e di azzurro.

## Monumenti e luoghi d'interesse

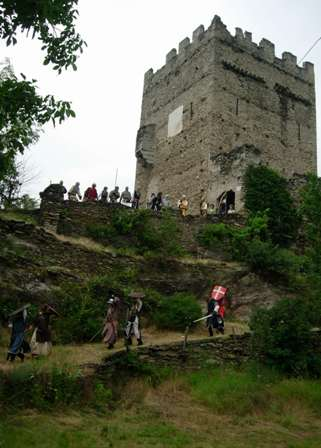
La Casaforte di Menolzio durante una rievocazione

- Casaforte di Menolzio, risalente al Medio Evo.
- Chiesa parrocchiale, dedicata ai Santi Cornelio e Cipriano, rilevante per il campanile romanico; il resto dell'edificio religioso è stato oggetto nel tempo di vari lavori di ampliamento e ristrutturazione.[6]
- Cappella di Santa Margherita, poco lontana dal centro comunale: si tratta di un edificio religioso molto antico ed attestato per la prima volta in un testamento dell'agosto 1250.[7]
- Pera Crevolà: tavola di pietra collocata a fianco di un sentiero completamente ricoperta da incisioni rupestri tra le quali, oltre a numerosissime coppelle, possono riconoscersi anche vari simboli cruciformi.[8]

## Società

### Evoluzione demografica
Negli ultimi cento anni, a partire dal 1921, la popolazione residente è diminuita del 70%.
Abitanti censiti

### Etnie e minoranze straniere
Secondo i dati ISTAT al 31 dicembre 2009 la popolazione straniera residente era di 43 persone. Le nazionalità maggiormente rappresentate in base alla loro percentuale sul totale della popolazione residente erano:
- Romania 23 pari al 3,12%

## Amministrazione
Di seguito è presentata una tabella relativa alle amministrazioni che si sono succedute in questo comune.

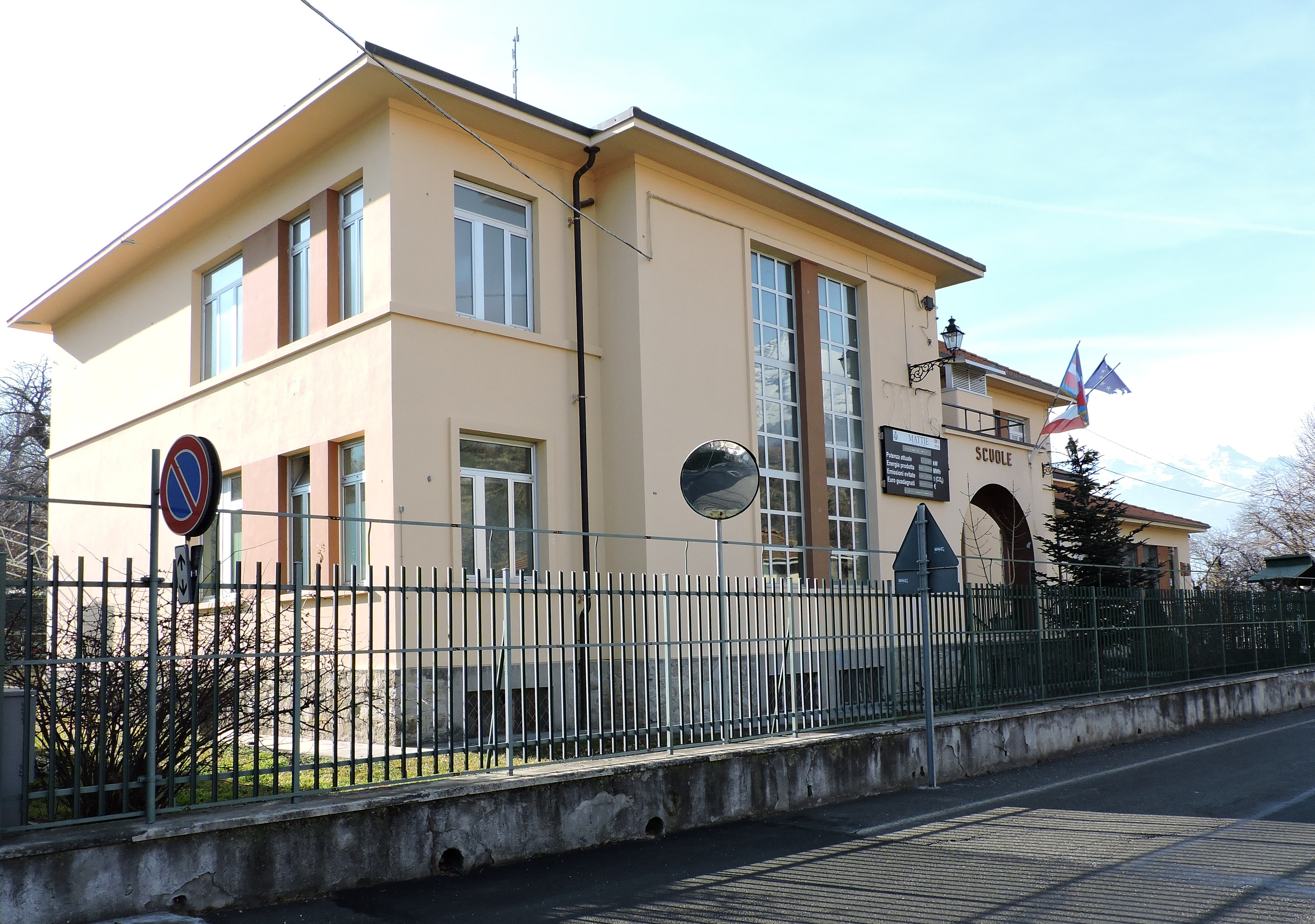
Il municipio

| Periodo        | Periodo        | Primo cittadino    | Partito                          | Carica  | Note   |
| -------------- | -------------- | ------------------ | -------------------------------- | ------- | ------ |
| 12 giugno 1985 | 6 giugno 1990  | Claudio Vernetto   | Democrazia Cristiana             | Sindaco | [ 10 ] |
| 6 giugno 1990  | 24 aprile 1995 | Claudio Vernetto   | Democrazia Cristiana             | Sindaco | [ 10 ] |
| 24 aprile 1995 | 14 giugno 1999 | Claudio Vernetto   | -                                | Sindaco | [ 10 ] |
| 14 giugno 1999 | 14 giugno 2004 | Cesare Bellando    | lista civica                     | Sindaco | [ 10 ] |
| 14 giugno 2004 | 8 giugno 2009  | Cesare Bellando    | lista civica                     | Sindaco | [ 10 ] |
| 8 giugno 2009  | 26 maggio 2014 | Paolo Catalano     | lista civica                     | Sindaco | [ 10 ] |
| 26 maggio 2014 | 27 maggio 2019 | Francesca Vernetto | lista civica Progetto per Mattie | Sindaco | [ 10 ] |
| 27 maggio 2019 | in carica      | Marina Pittau      | lista civica Impegno per Mattie  | Sindaco | [ 10 ] |

### Altre informazioni amministrative
Mattie faceva parte della Comunità Montana Valle Susa e Val Sangone.